# パトリス・エヴラ
パトリス・エヴラ（Patrice Latyr Evra, 1981年5月15日 - ）は、セネガル・ダカール出身でフランス国籍の元サッカー選手。現役時代のポジションはディフェンダー。左サイドであればミッドフィルダーでプレーすることもある。

## 経歴
パリ・サンジェルマンFCのユース組織から選手生活を始める。イタリアのクラブを転々とした後、当時リーグ・ドゥに所属していたOGCニースに移籍。その昇格に貢献するなどしてフランスリーグ内での評価を高め、2001-02シーズン終了後にはディディエ・デシャン監督率いるASモナコに移籍した。移籍した最初のシーズンから同じ左サイドを主戦場とするジェローム・ロタンとのコンビネーションで大車輪の活躍を見せ、2003-04シーズンでのUEFAチャンピオンズリーグ準優勝の主力メンバーにも名を連ねた。
シーズン終了後は数々の移籍話にも拘わらず残留を選択したが、師と慕ったディディエ・デシャンの2005-06シーズン途中での辞任もきっかけになったのか冬の移籍市場で移籍を決断。2006年1月10日に推定移籍金550万ポンドでイングランドのマンチェスター・ユナイテッドFCに移籍し、イングランドの地で新たな挑戦を始めることとなった。移籍後は同じ左SBの元アルゼンチン代表DFガブリエル・エインセとスタメン争いを演じた。エインセはレギュラー争いに敗れる形で2007年にレアル・マドリードに移籍。
ここまでの活躍が認められてフランス代表に選出され、2004年8月16日の対ボスニア・ヘルツェゴビナ戦で初出場を飾る。
2006年11月29日のエヴァートンFC戦でオーバーラップからのプレミアリーグ初得点を記録。
ユナイテッドでの活躍が評価されUEFA EURO 2008のフランス代表のメンバーに選出。本大会中にエリック・アビダルからレギュラーを奪取した。2010 FIFAワールドカップでは、大会直前で先発を外れる事となったティエリ・アンリに代わりキャプテンを務めたが、後述の首脳陣との対立、練習のボイコットなどもありチームは1勝もできぬままグループリーグで敗退した。その後、主将として練習のボイコットを主導したとしてフランスサッカー連盟から5試合の出場停止処分が課され、エヴラはこれに抗議をしたが認められなかった。その後、2011年3月17日に代表に復帰した。
2014年7月21日に120万ポンドでユヴェントスへ移籍した。チームはセリエA、コッパ・イタリアを制して2冠を達成し、チャンピオンズリーグでも決勝進出を果たすが、自身は終盤に負傷交代となり準優勝で敗退。これによりチャンピオンズリーグ決勝で敗れた回数が4回となり、個人としては単独最多を記録した。
2016-17シーズンは、アレックス・サンドロの後塵を拝しスタメンから外れることが多かった。2017年1月、オリンピック・マルセイユ移籍が決定。日本代表SB酒井宏樹と同僚になった。2017年11月2日、ヴィトーリア・ギマランエスとの試合で、試合前に味方サポーターにキックを見舞い、試合前にレッドカードを受け退場するという珍事件を起こした。この事件を受けてマルセイユは11月10日付でエヴラを解雇、またUEFAも同日、2018年6月30日までの出場停止と罰金の処分を発表した。
2018年2月7日、ウェストハム・ユナイテッドFCと2018年6月までの短期契約を締結した。
ウェストハムを退団後は1年間無所属が続き、2019年7月に現役引退を発表した。

## エピソード
- 陽気な人柄でチームのムードメーカーとしても知られているが、歯に衣着せぬ発言で物議を醸すことも多い。
  - 08-09シーズンのUEFAチャンピオンズリーグ準決勝でアーセナルFCを2試合合計4-1で下した際には、試合後に「11人の大人対11人の子どものような試合だった」と語りアーセナルを挑発。
  - 更に同じシーズンのリーグ戦のアーセナル戦（この試合でマンUはリーグ3連覇を達成）後には、アーセナルのセスク・ファブレガスに対し、「ファブレガスは、故意に俺を負傷させようとした。そんなに殴るのが好きなら、ボクサーにでもなればいい」と発言している（マルカ紙より）。
  - 2010 FIFAワールドカップのメキシコ戦にニコラ・アネルカがレイモン・ドメネク監督を侮辱し、チームから追放された事件で「（チーム内に）裏切り者がいる」と発言し、首脳陣と衝突。練習ボイコットにまで発展させる要因となった。これにより前述のとおりフランス代表からは出場停止処分が課され、さらにフランスのマルセイユで行われた2010-11シーズンチャンピオンズリーグ決勝トーナメント・ラウンド16の1stレグに出場したが、エヴラがボールに触れる度にマルセイユサポーターからブーイングを浴びることとなった。
  - 2011-12シーズンのリーグ戦でリヴァプールFCを2-1で下した際、その前の対戦において自身に対し人種差別的な発言を行い、更にこの試合において試合前の握手を無視したルイス・スアレスのすぐ側でチームの勝利をこれ見よがしに祝福し、主審から注意を受けた。

## 代表歴

### 出場大会
- フランス代表
  - 2010 FIFAワールドカップ
  - 2014 FIFAワールドカップ

### 試合数
- 国際Aマッチ 81試合 0得点（2004年-2016年）[11]

| フランス代表 | 国際Aマッチ | 国際Aマッチ |
| 年           | 出場        | 得点        |
| ------------ | ----------- | ----------- |
| 2004         | 5           | 0           |
| 2005         | 0           | 0           |
| 2006         | 1           | 0           |
| 2007         | 3           | 0           |
| 2008         | 8           | 0           |
| 2009         | 9           | 0           |
| 2010         | 6           | 0           |
| 2011         | 7           | 0           |
| 2012         | 8           | 0           |
| 2013         | 7           | 0           |
| 2014         | 10          | 0           |
| 2015         | 5           | 0           |
| 2016         | 12          | 0           |
| 通算         | 81          | 0           |

## 獲得タイトル

### クラブ
ASモナコ
- クープ・ドゥ・ラ・リーグ 2003

マンチェスター・ユナイテッドFC
- プレミアリーグ 2006-07, 2007-08, 2008-09, 2010-11, 2012-13
- フットボールリーグカップ 2005-06, 2008-09, 2009-10
- FAコミュニティ・シールド 2007, 2008, 2010, 2011, 2013
- UEFAチャンピオンズリーグ 2007-08
- FIFAクラブワールドカップ 2008

ユヴェントスFC
- セリエA 2014-15, 2015-16
- コッパ・イタリア 2014-15, 2015-16
- スーペルコッパ・イタリアーナ 2015

### 個人
- PFA年間ベストイレブン : 2006–07, 2008-09
- UEFAチーム・オブ・ザ・イヤー : 2009